# Topo Soft
Topo Soft fue una productora de videojuegos española que realizó buena parte de su producción entre los años 1980 y 1990, durante la edad de oro del software español. A diferencia de otras productoras españolas de videojuegos de la época, que constituían empresas independientes, Topo Soft era una subsidiaria de Erbe Software y dependía por completo de la dirección de la misma.

## Historia
Sus orígenes se remontan a cuando Javier Cano y Emilio Martínez Tejedor, siendo muy jóvenes, comenzaron en el mundo de la programación realizando un sencillo juego educativo de geografía, MapGame, vendiéndolo en el Rastro de Madrid. Allí contactaron con un representante de Erbe Software, y los dos programadores fueron contratados por la compañía. Dentro de Erbe, y usando tal marca, publicaron su MapGame y otras dos producciones más, Ramón Rodríguez y Las tres luces de Glaurung. Tras esto, Erbe Software decidió dividir labores, y crear una marca subsidiaria que se encargara de producir videojuegos, mientras el sello de Erbe se dedicaría a las labores de distribuirlos. Así nació Topo Soft.
Un anuncio en la revista Micromanía, referente de videojuegos en la época, permitió contactar con los hermanos Alberto y Luis López Navarro. Estos hicieron tres desarrollos específicos para MSX: Colt 36, Ale-hop y Temptations. Sin embargo, a pesar del buen recibimiento de los títulos y la oferta de incorporarlos en plantilla, ambos declinaron la oferta para hacer estudios universitarios
En un principio en el estudio se trabajaba con colaboradores, lo que actualmente se conoce como freelancers, trabajadores que se unen a un proyecto concreto si bien no forma parte integrante del estudio. 
Entre los primeros juegos se cuentan Survivor, un juego con ciertas reminiscencias de la película Alien o el mencionado Colt 36, que pasaba por ser un arcade basado en el lejano oeste americano. Todos estos juegos tenían en común el hecho de estar programados en pocas semanas y serlo para sistemas de 8 bits, si bien no hay un común denominador en este sentido, pues Topo publicaba generalmente juegos para todos los sistemas de 8 bits, pero a veces, las menos, para uno solo de los sistemas.
La estrategia comercial del estudio cambió con el tiempo, auspiciada por el entonces gerente de ERBE, Paco Pastor, que vio la posibilidad de crear un estudio que compitiese de tú a tú con otros estudios de programación más potentes y ante la demanda, cada vez mayor, de juegos de 8 bits, pues el parque de ordenadores vendidos aumentaba de manera considerable. Parte de la gran demanda de juegos de 8 bits vino dada por la rebaja en los precios que se produjo a lo largo de 1987, donde se pasó de un precio que rondaba las 2000 pesetas a menos de 1000, con el objeto de combatir la fuerte piratería existente en el mercado español. La pionera en este sentido fue Erbe y la medida consiguió multiplicar las ventas legales de videojuegos, poniendo a Erbe y por tanto a Topo en una posición privilegiada en el mercado. Con ello la estrategia del estudio pasaba por la creación de equipos de trabajo propios, aumentando asimismo la plantilla de trabajadores con el consiguiente crecimiento en medios(ordenadores, instalaciones...) de la compañía, si bien no se prescindía totalmente de la figura del freelancer.
Con el crecimiento de la compañía se sumaron nuevas caras al proyecto, como es el caso de Gabriel Nieto, por aquel entonces director de una conocida revista de videojuegos: Micromanía.
Entre las caras nuevas que se incorporaron, aunque no en la faceta de programador, estaba Alfonso Azpiri, conocido dibujante, que a la postre acabó dibujando la mayor parte de las portadas de juegos de Topo.

Caja del videojuego Ice Breaker, programado por Topo Soft en 1990

A finales de los años 1980 el mercado mundial comenzó su transición a los 16 bits, en el que se encontraba inmerso fuera de las fronteras de España, particularmente en países como Estados Unidos o Reino Unido. El problema es que el parque de ordenadores de 16 bits vendidos en España era muy pequeño, de modo que esto unido al superior desembolso que exigía la programación de un juego para 16 bits, en el que se necesitaba un equipo de desarrollo mucho mayor así como mayores tiempos, hizo que Topo junto con otras compañías siguieran programando en 8 bits a pesar del continuo avance de la tecnología. Algunos de los juegos programados en esta época son Viaje al centro de la tierra o Perico Delgado, Metrópolis o Ice Breaker, entre otros.
La mayor parte de la producción de Topo fue realizada para ZX Spectrum, Amstrad CPC y MSX, los cuales dominaban el mercado en España en ese momento. Hay dos teorías respecto al origen del nombre: se dice que se debe a que Javier y Emilio comenzaron a trabajar en un sótano de las oficinas de Erbe, o que proviene de una tienda de juegos de la zona del Retiro de Madrid. Aunque en la revista Retro Gamer (edición en español), número 27, página 69 se afirma que "Topo soft era el nombre de una pequeña de informática ubicada en los pasillos de la madrileña estación de Atocha"
En 1989, por desavenencias con la cúpula de Erbe Software, los dos fundadores dejan la compañía para formar Animagic. A partir de ese momento, y según Erbe comenzó a decantarse por el mercado de la distribución de videoconsolas y por la localización y distribución de títulos de 16 bits de compañías como LucasArts y Sierra entre otras, empezó a dejar la producción propia de Topo cada vez más en un segundo plano. Esto, unido a la crisis que azotó el mercado del videojuego, afectando severamente a todas las compañías españolas, hicieron que Topo menguara poco a poco. Aun así, su actividad se prolongó más allá del final de la edad de oro del software español, trabajando en 1993 para Televisión Española en una sección del programa El precio justo.

## Evolución comercial
Desde un punto de vista comercial Erbe/Topo soft implementó estrategias que nunca antes se habían visto en el mundo de los videojuegos. La venta de pack de videojuegos, con los cuales se podían adquirir varios juegos por el precio al que normalmente se adquiría uno fue uno de los pilares del éxito comercial de la distribuidora/estudio. Se vendían también dos unidades al precio de uno, todo ello después de practicarse la sustanciosa rebaja que llevó a vender juegos por debajo de las 1000 pesetas. Se pasó de producir media docena de videojuegos al año a producir más de 10, pasando de tener un par de programadores a un equipo completo de programadores y grafistas apoyado por programadores del apartado sonoro. La incorporación al estudio del hasta aquel momento responsable de la revista Micromania suponía para el estudio contar con el apoyo de uno de los medios de difusión más leídos entre los jóvenes de la época.
También hay que remarcar las alianzas que estableció Erbe, léase Topo con firmas distribuidoras en el Reino Unido, sin duda el mayor mercado del continente en aquellos momentos. US Gold fue distribuidora de los juegos de Topo en Reino Unido, sin embargo las alianzas fueron más allá, distribuyendo Erbe gran cantidad de juegos de múltiples compañías inglesas en España, lo cual al final redundaba en la economía de Topo.
El otro aspecto en el que Topo se supo mover fue en el de las licencias, particularmente a la hora de atraer figuras conocidas, del mundo del deporte esencialmente. Y en este caso hay que hablar de juegos como Drazen Petrovic o Perico Delgado pero sobre todo de Emilio Butragueño, que batió cifras en lo que se refiere a dinero pagado a una estrella por aparecer en un videojuego, con una cifra que rondaba los 10.000.000 de pesetas, pero también en el número de copias vendidas, superando las 100.000. Todo ello da fe de como de pequeño estudio de producción casi artesanal se pasó a una producción similar a la de otros estudios, básicamente anglosajones, ampliando plantilla, ampliando medios o desarrollando estrategias o alianzas comerciales.
Sin embargo también existen críticas, y en 2019 Eugenio Barahona y Cancho reconocieron que a veces la planificación para producir una determinada cantidad de videojuegos afectó a la calidad, quedando sin tiempo para "rematarlos en condiciones, o simplemente testearlos de cara a balancear su jugabilidad antes de sacarlos a la venta".

## Decadencia del estudio y fin
La llegada de productos como las consolas al mercado español supuso la puntilla para muchos estudios de programación, entre ellos Topo Soft. El mercado de los videojuegos había cambiado en unos pocos años y las compañías no se habían adaptado, generalmente por malas visiones de negocio o bien por dificultades económicas (el presupuesto para desarrollo de juegos en 16 bits era muy superior al que se manejaba en 8 bits, mientras que para la programación en videoconsolas los cánones exigidos por Nintendo o Sega estaban fuera del alcance de cualquier desarrolladora). Fuera de España los 16 bits se abrían paso, con el commodore Amiga 500 como cabeza visible. Ya en 1989/90 se podía jugar a videojuegos como The Secret of Monkey Island o Shadow of the Beast en 16 bits, con todas las mejoras técnicas que estas máquinas proveían, gamas de colores mucho más ricas, scroll mucho más suave en varios planos así como resoluciones más elevadas, mientras que en 10 años, los que van de 1982 a 1992, plataformas como Spectrum apenas mejoraron añadiendo algo de memoria RAM o sistemas de almacenamiento en disco, pero seguían estando limitadas por la propia arquitectura inherente al sistema.
El advenimiento de estas máquinas hizo que ERBE, que a la postre financiaba y distribuía los juegos de Topo, enfocara su negocio a aquellos dispositivos que fueran más rentables. Y si bien en 1990 aún había mercado para 8 bits, en los sucesivos meses y años se hizo más que evidente que el mercado de 8 bits se moría y con el Topo, puesto que no se realizaron esfuerzos en adaptar la empresa al nuevo mercado.
Este nuevo enfoque, la aparición de nuevas plataformas de videojuegos, supuso la salida por otro lado de Paco Pastor, responsable de ERBE y uno de los principales impulsores de Topo, lo cual unido al despido de programadores debido al descenso de ventas puso a Topo en una situación delicada.
Con Paco Pastor fuera de ERBE y esta enfocada en otras áreas de negocio, fue Rafa Gómez quien se encargó de dirigir los últimos años la compañía en unos momentos en que sus rivales se encontraban o bien en proceso de desaparición, caso de Opera Soft, o bien reconvirtiéndose, como es el caso de Dinamic con Dinamic Multimedia. Con la incorporación de Rafa Gómez a ERBE se cerró definitivamente el estudio, en un proceso que se dilató hasta 1994, en el que gradualmente los lanzamientos fueron a menos, si bien se llegaron a publicar en 16 bits, como es el caso de Luigi y Spaghetti.

## Listado de juegos/aplicaciones lanzados con su sello
| Juego                           | Año de lanzamiento | Plataformas                                                                     | Notas                                                                               |
| ------------------------------- | ------------------ | ------------------------------------------------------------------------------- | ----------------------------------------------------------------------------------- |
| AleHop                          | 1988               | MSX                                                                             |                                                                                     |
| Black Beard                     | 1988               | Spectrum, Amstrad y MSX                                                         | Arcade de perspectiva cenital                                                       |
| Black Crown                     | 1991               | PC                                                                              | Estrategia                                                                          |
| Chicago's 30                    | 1988               | Sinclair ZX Spectrum, MSX, Amstrad CPC, Atari ST                                | Arcade de scroll horizontal                                                         |
| Coliseum                        | 1988               | Sinclair ZX Spectrum, MSX, Amstrad CPC                                          | Arcade con scroll horizontal                                                        |
| Colt 36                         | 1987               | MSX                                                                             | Arcade basado en el lejano oeste con scroll vertical                                |
| Cray-5                          | 1987               | Spectrum y Amstrad                                                              | Programado originalmente para Amstrad CPC, versión de Spectrum por Retroworks(2010) |
| Desperado                       | 1987               | Sinclair ZX Spectrum, MSX, Amstrad CPC, Atari ST, Commodore Amiga, Commodore 64 | Arcade basado en el lejano oeste con scroll vertical                                |
| Desperado 2                     | 1991               | Spectrum, MSX, Amstrad CPC y MSDOS                                              | Arcade basado en el lejano oeste con scroll horizontal                              |
| Drazen Petrovic Basket          | 1989               | Spectrum, MSX, Amstrad CPC, MSDOS y Commodore 64                                | Simulador deportivo con vista cenital                                               |
| Emilio Butragueño Fútbol        | 1988               | Spectrum, MSX, Amstrad CPC, Commodore 64 y PC                                   | Simulador deportivo con vista cenital                                               |
| Emilio Butragueño Fútbol 2      | 1988               | Spectrum, MSX y Amstrad CPC                                                     | Simulador deportivo con vista cenital                                               |
| El mundo perdido                | 1986               | Spectrum, MSX                                                                   | Videoaventura                                                                       |
| Gremlins 2                      | 1990               | Spectrum, MSX y Amstrad CPC                                                     | Arcade con scroll horizontal                                                        |
| Ice Breaker                     | 1990               | Spectrum, MSX y Amstrad CPC                                                     | Arcade de perspectiva cenital y scroll vertical                                     |
| La espada sagrada               | 1988               | Spectrum, MSX, Amstrad CPC y MSDOS                                              | Videoaventura                                                                       |
| Lorna                           | 1990               | Spectrum, Amstrad, MSX, Atari ST, Amiga y PC                                    | Arcade con scroll horizontal                                                        |
| Luigi y Spaghetti               | 1992               | PC                                                                              | Plataformas con scroll horizontal                                                   |
| Luigi en circusland             | 1994               | PC                                                                              | Plataformas con scroll horizontal                                                   |
| Mad Mix game                    | 1988               | Spectrum, MSX, Amstrad CPC, Commodore 64, Atari ST y PC                         | Comecocos con perspectiva 2D                                                        |
| Mad Mix game 2                  | 1990               | Spectrum, MSX, Amstrad CPC y PC                                                 | Comecocos con perspectiva 3D                                                        |
| METRÓPOLIS                      | 1989               | Spectrum, MSX, Amstrad CPC y Commodore 64                                       | Arcade multipantalla                                                                |
| Olimpiadas 92                   | 1992               | PC/MS DOS                                                                       | Simulador deportivo                                                                 |
| Perico Delgado Maillot Amarillo | 1989               | Spectrum, MSX, Amstrad CPC y PC                                                 | Simulador deportivo con vista cenital y lateral                                     |
| R.A.M.                          | 1990               | Spectrum, MSX, Amstrad CPC y PC                                                 | Arcade con vista lateral multipantalla                                              |
| Rock'n Roller                   | 1988               | Spectrum, MSX, Amstrad CPC y PC                                                 | Arcade automovilístico de perspectiva cenital                                       |
| Score 3020                      | 1989               | Spectrum, MSX y Amstrad CPC                                                     | Juego de pinball                                                                    |
| Silent Shadow                   | 1988               | Spectrum, MSX, Amstrad CPC , Commodore 64 y PC                                  | Arcade con scroll vertical y perspectiva cenital                                    |
| Spirits                         | 1987               | Spectrum, MSX y Amstrad CPC                                                     | Videoaventura multipantalla                                                         |
| Stardust                        | 1987               | Spectrum, MSX, Amstrad CPC y PC                                                 | Arcade con scroll vertical y perspectiva cenital                                    |
| Super Scrylis                   | 1994               | PC                                                                              | Juego de habilidad desarrollado con Goldy Games                                     |
| Survivor                        | 1987               | Spectrum, MSX y Amstrad CPC                                                     | Arcade multipantalla                                                                |
| Titanic                         | 1988               | Spectrum, MSX, Amstrad CPC, y PC                                                | Arcade con scroll multidireccional                                                  |
| Tour 91                         | 1991               | Spectrum, MSX, Amstrad CPC, y PC                                                | Simulador deportivo con perspectiva lateral o cenital                               |
| Tuareg                          | 1988               | Spectrum, MSX y Amstrad CPC                                                     | Videoaventura multipantalla                                                         |
| Viaje al centro de la tierra    | 1989               | Spectrum, MSX, Amstrad CPC, Commodore 64, Atari ST, Amiga y PC                  | Videoaventura multipantalla                                                         |
| Wells & Fargo                   | 1988               | Spectrum, MSX y Amstrad CPC                                                     | Arcade con scroll horizontal basado en el lejano oeste                              |
| Whopper chase                   | 1987               | Spectrum, MSX, Amstrad CPC, y Commodore 64                                      | Arcade promocional regalado en la cadena de restauración Burger King                |
| Zona 0                          | 1991               | Spectrum, MSX, Amstrad CPC y PC                                                 | Arcade con scroll multidireccional                                                  |

## Aplicaciones de 16 bits
- Quickit, un entorno gráfico para el manejo de MS-DOS.

## Desarrolladores
A lo largo de su existencia mucha gente trabajó en Topo, algunos desempeñando varios roles (como programador y grafista), por lo que se indica su función más conocida:
| Programadores             | Músicos                     | Grafistas                   | Portadas          | Producción           |
| ------------------------- | --------------------------- | --------------------------- | ----------------- | -------------------- |
| Adolfo Gutiérrez          | César Astudillo (Gominolas) | Alfonso Fernández Borro     | Alfonso Azpiri    | Javier Cano Ciruelas |
| Agustín Alcázar           | Salvador Martín Puchecha    | Jorge Azpiri                | Julio Martín Erro | Gabriel Nieto        |
| Agustín Guillén           | Gonzalo Martín              | Julio Martín Erro           |                   |                      |
| Alberto Blanco            | TPM                         | Miguel Blanco Viu           |                   |                      |
| Alberto López Navarro     |                             | Rafael Ángel García Cabrera |                   |                      |
| Alejandro Andre           |                             | Ricardo Cancho Niemietz     |                   |                      |
| Carlos Arias Alonso       |                             | Roberto Potenciano Acebes   |                   |                      |
| Daniel Gutiérrez          |                             | Javier Cano Ciruelas        |                   |                      |
| David López Guaita        |                             |                             |                   |                      |
| Emilio Martínez Tejedor   |                             |                             |                   |                      |
| Eugenio Barahona Marciel  |                             |                             |                   |                      |
| Fernando Díaz             |                             |                             |                   |                      |
| G. Marcos                 |                             |                             |                   |                      |
| Gabriel Ortas             |                             |                             |                   |                      |
| Gonzalo Martín Erro       |                             |                             |                   |                      |
| Javier Arévalo Baeza      |                             |                             |                   |                      |
| Javier Cano Ciruelas      |                             |                             |                   |                      |
| Jesús Medina              |                             |                             |                   |                      |
| José Manuel Garde         |                             |                             |                   |                      |
| José Manuel Lazo          |                             |                             |                   |                      |
| José Manuel Muñoz Pérez   |                             |                             |                   |                      |
| José Carlos Arboiro       |                             |                             |                   |                      |
| Juan Carlos Arévalo Baeza |                             |                             |                   |                      |
| Juan Carlos García        |                             |                             |                   |                      |
| Luis López Navarro        |                             |                             |                   |                      |
| Rafael Gómez              |                             |                             |                   |                      |
| Salvador Casamiquela      |                             |                             |                   |                      |